# Heinz Ide
Heinz Ide (* 1912 in Neuruppin; † 1973 in Bremen) war ein deutscher Germanist und Bildungsreformer, Gründer der Aktionsgemeinschaft demokratischer Lehrer (1968) und des Bremer Kollektivs und Mitbegründer der Fachzeitschrift Diskussion Deutsch.

## Leben
Heinz Ide studierte Germanistik in Königsberg. Nach Kriegsdienst und Gefangenschaft wurde er Lehrer für Deutsch, Geschichte und Englisch an zwei Bremer Gymnasien – dem Hermann-Böse-Gymnasium, dem Alten Gymnasium und dem einstigen Abendgymnasium Bremen, später war er Fachleiter für Deutsch am Bremer Studienseminar. Nachdem er sich schon zuvor durch germanistische Fachpublikationen einen Namen gemacht hatte, entfaltete er ab 1969 eine rege publizistische Tätigkeit. Er gründete mit einer Gruppe von Bremer Lehrern das Bremer Kollektiv, das sich für eine Reform des herkömmlichen gymnasialen Deutschunterrichts unter dem Zeichen „kritischen Lesens“ engagierte. Statt die Texte der deutschen Klassiker als Teile eines zeitlos-gültigen literarischen Kanons zu rezipieren, sollten Schüler verstehen, unter welchen geschichtlichen und sozialen Umständen sie entstanden waren und sich so des Ideologie-Charakters dieser Texte bewusst werden. 1970 gab Ide im Metzler-Verlag eine Aufsatzsammlung unter dem Titel Bestandsaufnahme Deutschunterricht heraus, die das Bremer Kollektiv bundesweit bekannt machte und zu einer ganzen Reihe weiterer Veröffentlichungen zur Reform des Deutschunterrichts führte.

## Schriften (Auswahl)
- Existenzerhellung im Werk Kafkas. In: Jahrbuch der Wittheit zu Bremen. Band 1, 1957.
- Wandlung der dramatischen Form (= Sein und Sagen, Band 9). Hirschgraben, Frankfurt a. M. 1961.
- Der junge Kleist: „… in dieser wandelbaren Zeit …“ (= Göttinger Arbeitskreis, Band 244). Holzner, Würzburg 1961.
- Franz Kafka „Der Prozeß“. In: Jahrbuch der Wittheit zu Bremen. Band 6, 1962.
- Zur Problematik der Schiller-Interpretation. In: Jahrbuch der Wittheit zu Bremen. Band 8, 1964.
- Sternheims Komödien als aktuelle Herausforderung. In: Jahrbuch der Wittheit zu Bremen. Band 11, 1967.
- Faust und Mephistopheles – Fausts Programm. In: Jahrbuch der Wittheit zu Bremen. Band 12, 1968.
- (Hrsg.): Bestandsaufnahme Deutschunterricht. Metzler, Stuttgart 1970.
- (Hrsg.): Ideologiekritik im Deutschunterricht. Analysen und Modelle. Diesterweg, Frankfurt a. M., Berlin, München 1972.
- (Hrsg.): Projekt Deutschunterricht. Massenmedien und Trivialliteratur. Metzler, Stuttgart 1973.
- (Hrsg.) (mit Bodo Lecke): Ökonomie und Literatur: Lesebuch zur Sozialgeschichte und Literatursoziologie der Aufklärung und Klassik. Diesterweg, Frankfurt a. M., Berlin, München 1973.
- (Hrsg.): Tendenzen der Literaturdidaktik. Diesterweg, Frankfurt a. M., Berlin, München 1974.